# Bruno Zarrillo
Bruno Zarrillo (Winnipeg, 5 settembre 1966) è un ex hockeista su ghiaccio, dirigente sportivo e allenatore di hockey su ghiaccio canadese naturalizzato italiano.
Il suo soprannome era The Blackhawk.

## Carriera

### Giocatore
Dopo le giovanili in Canada, si trasferisce ancora giovanissimo in Italia. La sua prima squadra in Italia è il Latemar HC, nella serie B della stagione 1988-89.
L'anno successivo arriva all'Hockey Club Bolzano, con cui vince lo scudetto e veste per la prima volta la maglia della nazionale italiana, con cui totalizzerà 138 presenze, partecipando a:
- otto mondiali "maggiori", uno di seconda divisione
- due edizioni dei Giochi olimpici invernali, (Albertville 1992 e Lillehammer 1994).

Nelle sette stagioni a Bolzano vince un altro scudetto (1994-95), un'Alpenliga (1993) e un Torneo 6 nazioni (1994).
Nel 1996 trasferisce in Germania, nella Deutsche Eishockey-Liga (DEL) coi Kölner Haie. Al termine di quella stagione gioca anche i play-off con l'SC Bern nel campionato svizzero, contribuendo alla vittoria finale.
Fino al 2001-02 gioca in Germania (col Colonia, ad eccezione dell'ultima stagione a Norimberga).
Nel 2002-03 torna in Svizzera, questa volta in seconda serie, metà stagione con l'SC Langenthal, metà con l'HC Sierre. Al termine della stagione tornerà al Bolzano per i play-off, ma i biancorossi furono eliminati in semifinale.
Per la sua ultima stagione sui pattini, il 2003-04, tornò nel campionato italiano, con l'HCJ Milano Vipers, con cui vince il suo terzo titolo italiano personale.

### Allenatore
La sua prima avventura da allenatore è a Bolzano, dov'era direttore sportivo: sostituirà Riccardo Fuhrer, dimissionario, a metà della stagione 2004-05.

## Palmarès
- Campionato italiano: 4

Bolzano: 1989-1990, 1994-1995 e 1995-1996
Milano Vipers: 2003-2004
- Campionato svizzero: 1

Berna: 1996-1997